# Championnat d'Europe de patinage artistique 1898
Navigation
Édition précédente Édition suivante
Le championnat d'Europe de patinage artistique 1898 a lieu le 26 février 1898 à Trondheim aux Royaumes unis de Suède et de Norvège.
Après deux championnats européens annulés en 1896 et 1897, la compétition continentale est organisée dans cette ville norvégienne.

## Podium
| Épreuves                      | Or             | Argent        | Bronze       |
| ----------------------------- | -------------- | ------------- | ------------ |
| Messieurs résultats détaillés | Ulrich Salchow | Johan Lefstad | Oscar Holthe |

## Tableau des médailles
| Rang  | Nation  | Or | Argent | Bronze | Total |
| ----- | ------- | -- | ------ | ------ | ----- |
| 1     | Suède   | 1  | 0      | 0      | 1     |
| 2     | Norvège | 0  | 1      | 1      | 2     |
| Total | Total   | 1  | 1      | 1      | 3     |

## Détails de la compétition Messieurs
| Rang | Nom            | Nation  | Places | Points | Fig. impo. | Prog. libre |
| ---- | -------------- | ------- | ------ | ------ | ---------- | ----------- |
| 1    | Ulrich Salchow | Suède   | 7      |        |            |             |
| 2    | Johan Lefstad  | Norvège | 8      |        |            |             |
| 3    | Oscar Holthe   | Norvège | 15     |        |            |             |